# Hieracium cophanense
El Sparviere del Monte Cofano (Hieracium cophanense Lojac.) es una planta que pertenece a la familia de las  Asteraceae y muy similar a la especie Hieracium lucidum, planta endémica de Sicilia, Italia.

## Descripción
Es una planta perenne subfruticosa camefita, con vástago ascendente de una altura de 10 a 30 cm. Su apariencia es casi indistinguible de Hieracium lucidum.
Los tallos , leñoso, ascendente, glabro en la parte baja, con 2 o 6 ramas breves (1–3 cm). 

Las hojas, brillantes, coriáceas, ovadas, formando una pseudoroseta en la parte inferior del tallo; presentando un ápice agudo y los bordes enteros o raramente dentados.

Presenta una inflorescencia en cabezuela gruesa de color amarillo, con el pelo denso estrellado, y con frecuencia de 3 a 5 bracteolas.

El fruto es un aquenio de color marrón.

## Distribución yhábitat
Es una especie endémica de la zona Drepano-Palermo en Sicilia, cuya área de distribución se restringe al Monte Cofano y el Monte Passo del Lupo en la riserva dello Zingaro.

## Taxonomía
Andryala arenaria fue descrita por Michele Lojacono Pojero y publicado en Pugill. Pl. Afr. Bor. Hispan. 71. 1852
Etimología
Hieracium: nombre genérico que proviene de la palabra del griego antiguo hierax o hierakion = "halcón". El nombre del género originalmente fue dado por el botánico francés Joseph Pitton de Tournefort (1656 - 1708), probablemente refiriéndose a algunos de los escritos del naturalista romano Plinio el Viejo (23-79) en el que, según la tradición, las aves rapaces utilizan esta planta para fortalecer su visión. Desde el punto de vista científico, el nombre del género fue publicado por primera vez por Carl von Linne (1707-1778), biólogo y escritor sueco, considerado el padre de la moderna clasificación científica de los organismos vivos, en la publicación Species Plantarum - 2:. 799 1753 del 1753.
cophanense: epíteto
Sinonimia
- Hieracium lucidum subsp. cophanense (Lojac.) Greuter[7]